# Marathon van Hilversum 1948
De marathon van Hilversum 1948 werd gelopen op zondag 12 september 1948. De wedstrijd was tevens het toneel van het Nederlands kampioenschap marathon. 
De Nederlander Joop Overdijk finishte als eerste en won hiermee de nationale titel op de marathon. Dit was zijn tweede titel op deze afstand. Zijn tijd van 2:46.37,8 was tevens goed voor een verbetering van het Nederlands record. Van Poelwijk debuteerde op de marathon en werd tweede met een tijd van slechts anderhalve minuut boven het oude record.
Er namen geen vrouwen deel, want marathonwedstrijden voor vrouwen bestonden er in die tijd nog niet. 

## Uitslag
| rang   | naam            | land | tijd      | NK    |
| ------ | --------------- | ---- | --------- | ----- |
| Goud   | Joop Overdijk   | NED  | 2:46.37,8 | 1e NK |
| Zilver | Van Poelwijk    | NED  | 2:54.33,8 | 2e NK |
| Brons  | A. Sprong       | NED  | 3:01.07,4 | 3e NK |
| 4      | De Groot        | NED  | 3:04.55,8 | 4e NK |
| 5      | v.d. Berg       | NED  | 3:06.14,8 | 5e NK |
| 6      | Gaarenstroom    | NED  | onbekend  | 6e NK |
| 7      | F.J. Sprong     | NED  | onbekend  | 7e NK |
| 7      | Piet van Bovene | NED  | onbekend  | 8e NK |